# Мария Старицкая
Мария Владимировна, княжна старицкая, королева ливонская, в постриге инокиня Марфа (ок. 1560—1597, Подсосенский монастырь или до 17 июля 1612, 1614 или 1617 года, Новодевичий монастырь) — дочь Владимира Андреевича, князя Старицкого (двоюродного брата Ивана Грозного) и княгини Евдокии Одоевской (двоюродная сестра князя Андрея Курбского), жена Магнуса, короля Ливонии, принца датского. Родители Марии, и, возможно, часть её братьев и сестёр были казнены по приказу Ивана Грозного.

## Биография

### Брак
С апреля 1569 года Иван IV рассматривал план создания в Ливонии буферного государства, возглавляемого датским принцем, герцогом Магнусом, в качестве вассала царя. Магнуса этот проект заинтересовал, и в сентябре он отправил своих посланников в Москву. Было достигнуто предварительное соглашение, и 27 ноября посланники получили от царя в Александровской слободе грамоту, содержащую условия для создания вассального Ливонского государства.
10 июня 1570 года Магнус прибыл в Москву и был принят с великой торжественностью. Он был официально провозглашён королём Ливонии, дал клятву верности царю и был помолвлен с княжной Евфимией (Евдокией) Старицкой, дочерью князя Старицкого — ближайшей кровной родственницей царя, не имевшего дочерей. (К этому времени князь Старицкий в октябре 1569 года и почти все члены его семьи были уже казнены или умерщвлены). В приданое обещали, помимо «рухла всякого» пять бочек золота. Магнус начал военные действия против шведов, владевших желанными территориями, но они шли не очень успешно.
20 ноября 1570 года внезапно умерла невеста Магнуса княжна Евфимия Старицкая. Иван IV предложил 30-летнему герцогу руку её младшей 10-летней племянницы — Марии. Свадьба состоялась 12 апреля 1573 года в городе Новгороде. Разность верований была обойдена со свойственной Ивану Грозному резкой простотой: он повелел венчать княгиню по русскому православному обычаю, а жениха — согласно его вере. О данной свадьбе сохранилась и другая информация:

Кощунственным озорством выглядело поведение Ивана на свадьбе герцога Магнуса Ливонского и Марии Старицкой: вместе с молодыми иноками царь плясал «под напев Символа веры св. Афанасия», отбивая такт пресловутым своим жезлом — по головам сотрапезников.

Королеве было около 13 лет, её супругу — 33 года. Роль посаженного отца на свадьбе выполнял брат невесты Василий Старицкий — последний из оставшихся в живых двух детей князя Старицкого. Перечисление гостей на свадьбе сохранилось. Однако вместо ожидаемого королевства и богатого приданого Магнус получил лишь городок Каркус и несколько сундуков с бельём невесты.
Английский посланник Джером Горсей, впрочем, называя невесту Еленой, называет другое приданое:

…царь выдал свою племянницу Елену (Llona) за герцога Магнуса, дав в приданое за неё те города, крепости и владения в Ливонии, которые интересовали Магнуса, установив его власть там, титуловал королём (Corcell) Магнусом, а также дал ему сотню богато украшенных добрых лошадей, 200 тысяч рублей, что составляет 600 тысяч талеров деньгами, золотые и серебряные сосуды, утварь, драгоценные камни и украшения; богато наградил и жаловал тех, кто его сопровождал, и его слуг, послал с ним много бояр и знатных дам в сопровождении двух тысяч конных, которым было приказано помочь королю и королеве утвердиться в своих владениях в их главном городе Дерпте в Ливонии.

Магнус уехал в новообретенный город, откуда перебрался в Оберпален. В 1577 году Магнус начал тайные переговоры с королём Польши Стефаном Баторием (См. также Ливонская война). Военная удача не была благосклонной к Магнусу, и его планы не увенчались успехом. Иван Грозный захватил Венден, где обосновался Магнус, который в конце концов был помилован и отпущен, но сложил с себя королевский титул и признал над собой польский суверенитет. Не хорошо складывалась и его личная жизнь: «Он растратил и отдал своим приятелям и названным дочерям большинство тех городов и замков, драгоценностей, денег, лошадей и утвари, которые получил в приданое за племянницей царя; вел разгульную жизнь», пишет Горсей.

#### Дети
1. Мария Ольденбург (июль 1580—1597) — в русских источниках не фигурирует.
2. Евдокия Ольденбург (январь 1581— 18 марта 1589). Родилась в г. Пильтене Курляндской губернии.

Кроме того, по указаниям дореволюционного историка Д. Цветаева, в Каркусе Мария «взяла на себя заботливое попечение о двух малютках-приемышах, оставшихся круглыми сиротами после одного знатного трагически погибшего ливонского семейства». Но возможно, это были дети, рождённые ею вне брака.

### Вдовство и возвращение в Россию
После войны в 1583 году Магнус умер в Пильтене, «в нищете, оставив королеву и единственную дочь в бедственном положении». Вдобавок к своим несчастьям, после смерти брата Василия в 1571 году Мария Владимировна оказалась следующей по крови в линии престолонаследия после своих троюродных братьев — бездетного Фёдора Иоанновича и царевича Дмитрия.
Узнав о смерти Магнуса, 23 мая 1583 года Стефан Баторий отправил его вдове письмо с соболезнованиями. Он писал, что готов поспособствовать её возвращению на родину, если она, конечно, того пожелает, а также советовал иметь полное доверие к Станиславу Костке, посланному к ней с некими тайными поручениями. Местом пребывания Марии определили Рижский замок, выделили скромное содержание из королевской казны, содержали фактически под домашним арестом.
В 1585 году с 25-летней красавицей-вдовой по дипломатическому поводу общался Джером Горсей, о чём оставил следующее сообщение:

[я прибыл] в Ригу, столицу провинции, в которой я имел дело к королеве Магнуса, ближайшей наследнице московского престола; она жила в замке Риги в большой нужде, существуя на маленькое жалованье, выдаваемое ей из польской казны. Я мог получить разрешение видеть её только от кардинала Радзивилла, крупного прелата княжеского рода, охотника до общества ливонских леди, самых прекрасных женщин в мире, который жил случайно в это время там.

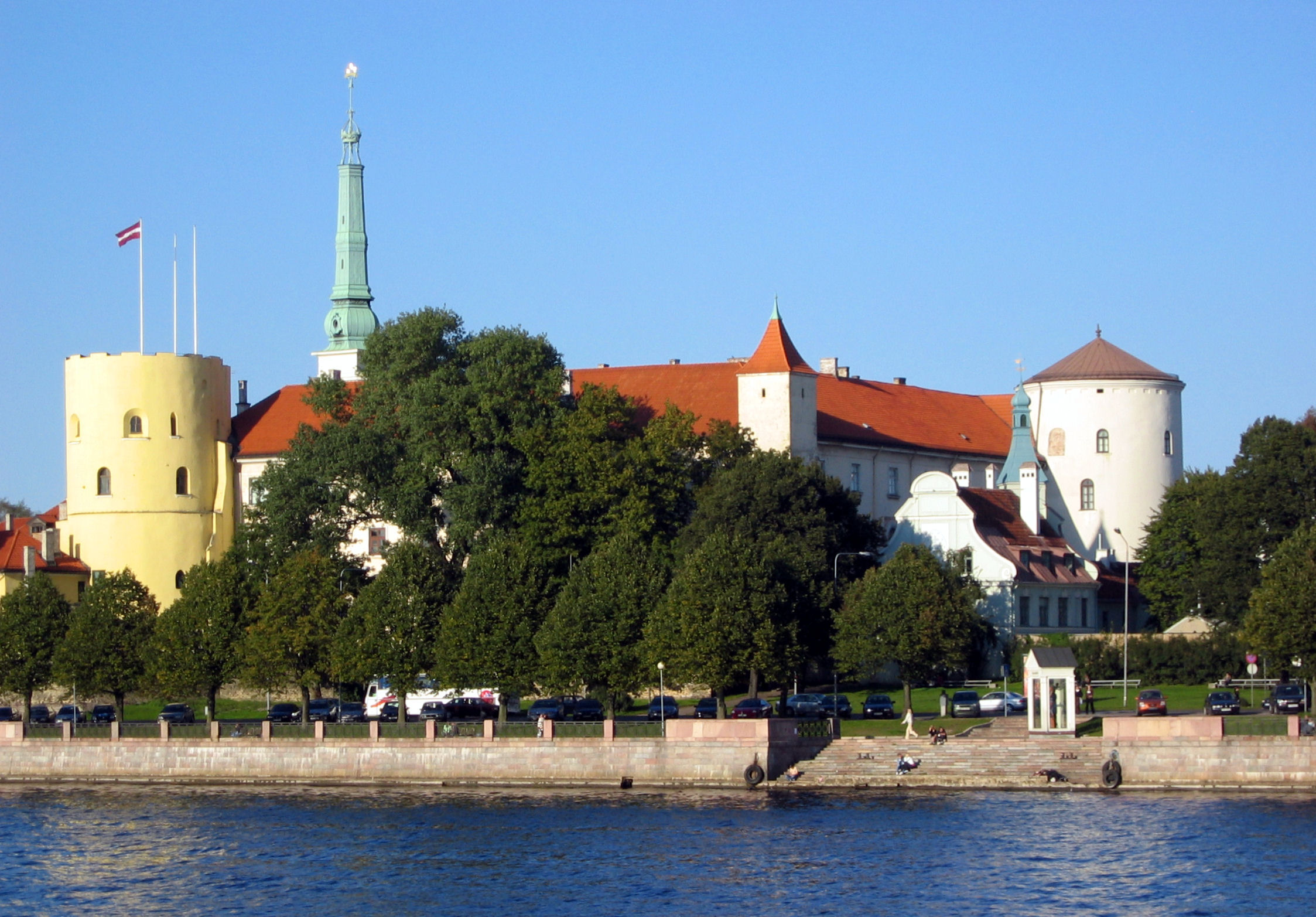
Рижский замок

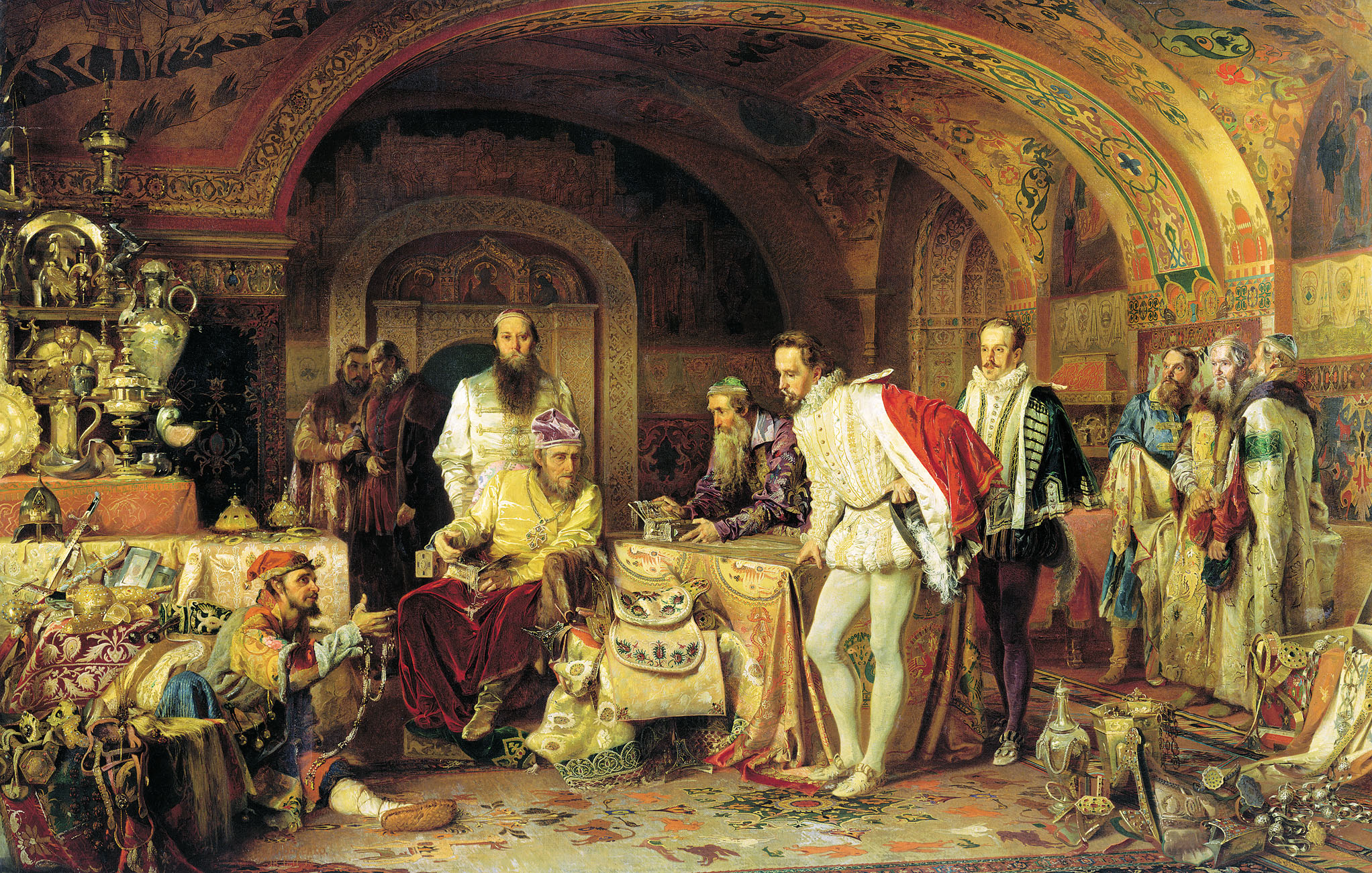
А.Литовченко. «Иван Грозный показывает сокровища Джерому Горсею».

Вдовствующая королева проживала под контролем Польши, придерживавшей её как козырь в политической игре и потенциальную наследницу, что, естественно, не устраивало русских, пытавшихся склонить её к возвращению на родину. Горсей передал ей предложение царя:

Когда меня привели к Елене, вдове короля Магнуса, я застал её за расчёсыванием волос своей дочери, девятилетней девочки, очень хорошенькой. (…) я продолжил: 

— Царь Федор Иванович, ваш брат, узнал, в какой нужде живете вы и ваша дочь, он просит вас вернуться в свою родную страну и занять там достойное положение в соответствии с вашим царским происхождением, а также князь-правитель Борис Федорович [Годунов], изъявляет свою готовность служить вам и ручается в том же. (…)
— Вы видите, сэр, меня держат здесь, как пленницу, содержат на маленькую сумму, менее тысячи талеров в год. (…) Меня особенно тревожат два сомнения: если бы я решилась, у меня не было бы средств для побега, который вообще было бы трудно устроить, тем более что король и правительство уверены в возможности извлечь пользу из моего происхождения и крови, будто я египетская богиня, кроме того, я знаю обычаи Московии, у меня мало надежды, что со мною будут обращаться иначе, чем они обращаются с вдовами-королевами, закрывая их в адовы монастыри, этому я предпочту лучше смерть.

Получив послание от Горсея, что Мария согласна на отъезд, русские эмиссары начали действовать: «королева с её дочерью была извещена и очень хитроумно выкрадена и проехала через всю Ливонию, прежде чем её отсутствие было обнаружено». Историк Н. И. Костомаров писал, что Мария «убежала из Риги и прибыла в Москву на почтовых лошадях, нарочно расставленных для этого Борисом». По другой версии, ливонская королева была тайно переправлена на борт английского судна, доставившего её в устье Невы.
Есть также мнение, что в данном случае состоялся не побег, а соглашение с польским правительством о её выдаче.
Затем Горсей пишет, что по своем возвращении из Англии он нашёл королеву живущей в большом поместье, она имела свою охрану, земли и слуг согласно своему положению. Но года через два она и её дочь были помещены в женский монастырь:
…в женский монастырь, среди других королев, где она проклинала то время, когда поверила мне и была предана, но ни она не видела меня, ни я её. Я очень угодил этой услугой русским, но сильно раскаиваюсь в содеянном. (Джером Горсей)

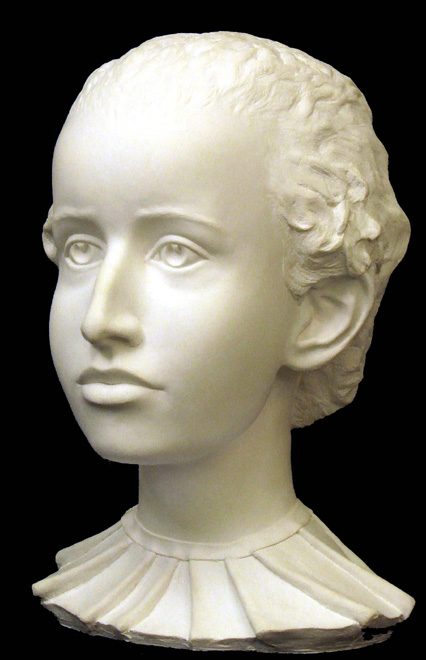
Сестра Марии Владимировны, одна из дочерей князя Старицкого. Отравлена вместе с отцом в возрасте 9 лет — в том же возрасте, что умерла её племянница Евдокия Магнусовна. Реконструкция по черепу

Встречается версия, что Горсей вступил с королевой в любовную связь и таким образом склонил влюблённую женщину к возвращению на родину (ср. историю княжны Таракановой), но такое толкование кажется бездоказательным и достаточно бульварным. Также предполагают, что ухудшение положения Марии связано с влиянием царицы Ирины Годуновой, испытывавшей к ней неприязнь.
Тем не менее, никаких данных о конкретной причине ссылки и насильного пострига нет, хотя очевидно, что он помешал ей выйти во второй раз замуж и доставить какому-либо претенденту права на русский престол: со смертью царевича Дмитрия в Угличе, а затем царя Фёдора Иоанновича королева Мария остаётся последней из потомков Калиты. Предположительно, Марию пытались использовать в различных боярских интригах, как фигуру, имеющую право на престол.

### В постриге
В 1-й половине 1588 года Марию, постриженную под именем Марфа, заключили вместе с дочерью в Подсосенский монастырь, находившийся на правом берегу р. Торгоши, в 7 верстах от Троице-Сергиевой лавры на её земле. Монастырь был небольшой — в 1590 году в нём было 30 монахинь.
Имеется грамота от 7 августа 1588 года, выданная Марии на её владения: царь Федор Иоаннович пожаловал ей во владение село Лежнево с деревнями. До 1612 года село оставалось во владении инокини Марфы. В этот период она выстроила в селе церковь в честь Знамения Божией Матери и женский монастырь, существовавший до 1764 года.
18 марта 1589 года скоропостижно умирает её дочь Евдокия (существует версия об отравлении по приказу Бориса Годунова). Погребена в Троицкой Лавре.
Джильс Флетчер пишет:

Кроме лиц мужского пола, есть ещё вдова, имеющая право на престол, сестра покойного и тетка теперешнего царя, бывшая замужем за Магнусом, герцогом Голштинским, братом короля Датского, от которого была у неё дочь. Эта женщина, по смерти мужа, вызвана в Россию людьми, жаждущими престола более, нежели любящими её, как оказалось впоследствии, потому что сама она с дочерью, тотчас же по возвращении в Россию, была заключена в монастырь, где дочь в прошедшем году умерла (во время моего пребывания там) и, как предполагали, насильственной смертью. Мать пока все ещё находится в монастыре, где (как слышно) она оплакивает свою участь и проклинает день своего возвращения в Россию, куда была привлечена надеждой на новый брак и другими лестными обещаниями от имени царя.

В 1598 году Подсосенский монастырь получил от царя Бориса Годунова (в первый же год его правления) жалование: царь велел давать на монастырь ежегодно деньги из казны и продовольствие рожью и овсом из ближайших дворцовых сел.

### Смутное время

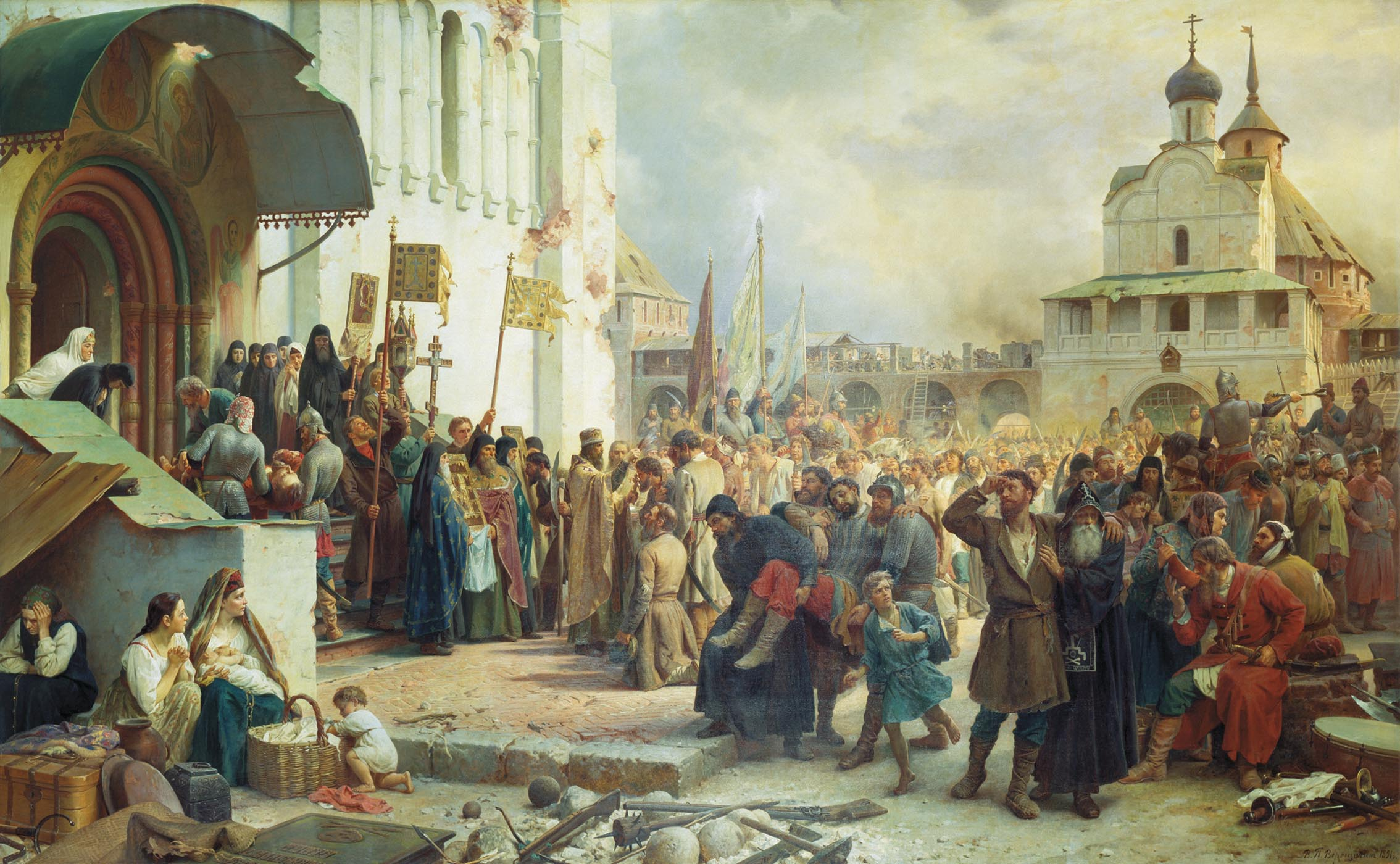
Василий Верещагин. «Осада Троице-Сергиевой лавры»

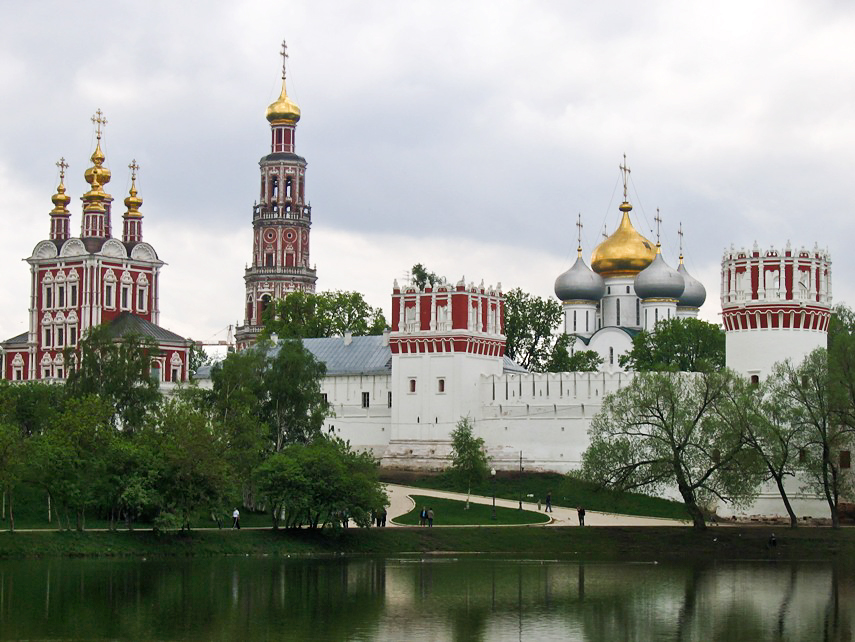
Новодевичий монастырь

В Подсосенках с 1605 года компанию Марии составит несчастная Ксения Годунова (в иночестве Ольга). В сентябре 1608 года обе женщины сбежали от поляков из неукреплённого женского монастыря в Троицу, поселившись там надолго во время знаменитой осады, когда монастырь выдержал 16-месячную осаду польско-литовских интервентов под предводительством Сапеги и Лисовского.
В 1609 году, по донесению старцев Троицкого монастыря царю Василию Шуйскому, она «мутит в монастыре, называет вора [Лжедмитрия] братцем, переписывается с ним и с Сапегой» — то есть ведёт себя изменнически.
В 1610 году, после отхода поляков от Троицы, женщины обосновались в Новодевичьем монастыре, который через некоторое время был взят казаками под предводительством Ивана Заруцкого: «они черниц — королеву княж Владимирову дочь Андреевича и царя Борисову дочь Ольгу, на которых преж сего и зрети не смели — ограбили донага».
Из «Актов Исторических» видно, что она была ещё жива в 1611 году. Скончалась в Новодевичьем монастыре в 1612, 1614 или 1617 году, до 17 июля, погребена в Успенском соборе Троице-Сергиевой Лавры рядом с дочерью Евдокией в северо-западном углу. Надпись на надгробии, как считается, указывает неверный год смерти.

## Конспирологическая теория
год смерти:
Согласно надгробию в Троицко-Сергиевой Лавре, Мария скончалась в июне 1597 года: «Лета 7105 июня 13 дня преставися благоверная королева-инока Марфа Владимировна». Тем не менее, её упоминают как свидетеля намного более поздних событий Смутного времени, где она составляла компанию Ксении Годуновой. Вопрос звучит так: «Кто же умер в Подсосенках в 1597 году? Не было ли это уловкой, дабы обмануть Бориса Годунова и сохранить жизнь последней из рода Старицких?». Также существует версия, что существовали две ливонки, постриженные под именем Марфа. Согласно другим данным, она скончалась после 1612 года в Новодевичьем, а надпись банально неверна.
внебрачные дети:
Людмила Таймасова в своей книге «Трагедия в Угличе» (2006), посвящённой смерти царевича Дмитрия и появлению Самозванца, излагает следующую теорию: согласно ей, Самозванец — не Григорий Отрепьев, а незаконный сын Марии Старицкой и короля польского Стефана Батория, родившийся в 1576 году.
Таймасова также считает, что благодаря Горсею сюжет о русской принцессе, влюблённой в монарха иной страны, проник в английскую литературу: «В пьесах таких классиков, как Роберт Грин, Кристофер Марло, Томас Лодж и Вильям Шекспир, используется сюжет о русской принцессе, влюблённой в правителя соседней страны, которую обвиняют в неверности и подвергают страданиям».
- Томас Лодж, «Маргаритка Американская»: история любви фантастического южно-американского императора к «дочери московского короля».
- Шекспир, «Бесплодные усилия любви»: история дочери «московского» короля, влюблённой в правителя соседней страны, обвиненной в неверности и претерпевшей за это страдания.

Тем не менее, этот и иные доводы, приводимые Таймасовой, достаточно натянуты, а фигурирование какого-либо сюжета в литературе ничуть не свидетельствует об его достоверности.

## В искусстве
- В пьесе «Ливонская война» Сельвинского сюжет свадьбы Марии трактован так: Иван Грозный жертвует любовью, причём взаимной, к Марии, которую вынужден из государственных соображений отдать в жены принцу Магнусу.
- Российский телесериал 2018 года «Годунов» (реж. Алексей Андрианов, Тимур Алпатов). В роли Марии Старицкой Анна Ковальчук.